# 和田はな
和田 はな（わだ はな、2002年1月14日 - ）は、日本将棋連盟所属の女流棋士。女流棋士番号は69。埼玉県和光市出身。藤倉勇樹六段門下。同じく女流棋士の和田あきは実姉。2020年時点で早稲田大学在学。

## 棋歴

### 女流棋士になるまで
アマ五段の父や、兄、姉など家族が指しているのを見て5歳から将棋を始める。
2011年10月に関東研修会に入会。
2013年、第7回小学生女子名人戦で優勝。2014年、第46期女流アマ名人戦で優勝。
和光市立大和中学校に入学後、父の転勤の関係で中学2年時から3年間アメリカへ渡り、ヒューストンに在住。2018年、第23回全米将棋選手権で優勝した。
帰国後、本格的に将棋を再開し、細田学園高等学校2年時に第23回全国高等学校将棋女子選抜大会で優勝。
2020年7月26日、研修会の定例会で4連勝し、直近12局の勝敗が9勝3敗となりB2クラスに昇級。女流2級として女流棋士になる権利を得た。女流棋士資格申請書を提出し承認されたことで、2020年9月1日付で東京本部所属の女流棋士2級（新女流棋士）となる。

### 女流棋士になってから
2021年5月28日、第1期女流順位戦（白玲戦）の順位決定リーグ（H組）・加藤結李愛戦に勝利しH組5位以内を確定させた。この結果、翌第2期の「女流順位戦C級入り」以上が確定し、同日付で女流1級に昇級した。

## 棋風
得意戦法はデビュー当時は中飛車であった。2022年には居飛車中心となっている(優勝した第16回白瀧あゆみ杯争奪戦を例に採ると、準決勝は相掛かり、決勝は対抗形の居飛車を持っている)。

## 人物
- 細田学園高等学校卒
- 早稲田大学社会科学部推薦入学
- 姉の和田あきも女流棋士であり、女流棋士の姉妹は4例目となる[1][注釈 2]。
- 小学生の頃から尊敬する棋士は久保利明と菅井竜也。
- 趣味は野球観戦[1]。毎年数回は球場にも足を運ぶ巨人ファンである[10]。

## 昇段・昇級履歴
研修会
- 2011年10月00日 ： 関東研修会入会（F1クラス）[11]
- 2020年07月26日 ： 関東研修会B2クラス 昇級（女流2級資格）[1]

女流棋士
- 2020年08月01日 ： 女流2級 = プロ入り [1]
- 2021年05月28日 ： 女流1級（女流順位戦C級入り）[9]

## 主な成績

### 棋戦優勝
- 白瀧あゆみ杯争奪戦（非公式戦）- 1回（第16回=2022年度）

### 在籍クラス
| 2021 | 1 | 順位決定トーナメント戦36位 | 順位決定トーナメント戦36位 | 順位決定トーナメント戦36位 | 順位決定トーナメント戦36位 | 順位決定トーナメント戦36位 |     |
| 2022 | 2 |                            |                            |                            | C15                        |                            | 1-7 |
| 2023 | 3 |                            |                            |                            |                            | D03                        | 4-4 |
| 2024 | 4 |                            |                            |                            |                            | D14x                       | 6-2 |
| 2025 | 5 |                            |                            |                            | C28*                       |                            |     |
| 女流順位戦の 枠表記 は挑戦者。右欄の数字は勝-敗(番勝負/PO含まず)。 順位戦の右数字はクラス内順位 ( x当期降級点 / *累積降級点 / +降級点消去 ) |   |                            |                            |                            |                            |                            |     |

### 年度別成績
| 年度             | 対局数 | 勝数 | 負数 | 勝率   | (出典) |              |              |              |              |              |
| ---------------- | ------ | ---- | ---- | ------ | ------ | ------------ | ------------ | ------------ | ------------ | ------------ |
| 2020年度         | 13     | 5    | 8    | 0.3846 | [ 12 ] | 女流通算成績 | 女流通算成績 | 女流通算成績 | 女流通算成績 | 女流通算成績 |
| 年度             | 対局数 | 勝数 | 負数 | 勝率   | (出典) | 対局数       | 勝数         | 負数         | 勝率         | (出典)       |
| 2021年度         | 19     | 5    | 14   | 0.2631 | [ 13 ] | 32           | 10           | 22           | 0.3125       | [ 14 ]       |
| 2022年度         | 23     | 8    | 15   | 0.3478 | [ 15 ] | 55           | 18           | 37           | 0.3272       | [ 16 ]       |
| 2023年度         | 26     | 12   | 14   | 0.4615 | [ 17 ] | 81           | 30           | 51           | 0.3703       | [ 18 ]       |
| 2024年度         | 28     | 10   | 18   | 0.3571 | [ 19 ] | 109          | 40           | 69           | 0.3669       | [ 20 ]       |
| (小計) 2021-2024 | 88     | 35   | 61   |        |        |              |              |              |              |              |
| 通算             | 109    | 40   | 69   | 0.3669 | [ 20 ] |              |              |              |              |              |
| 2024年度まで     |        |      |      |        |        |              |              |              |              |              |